# Juego abstracto

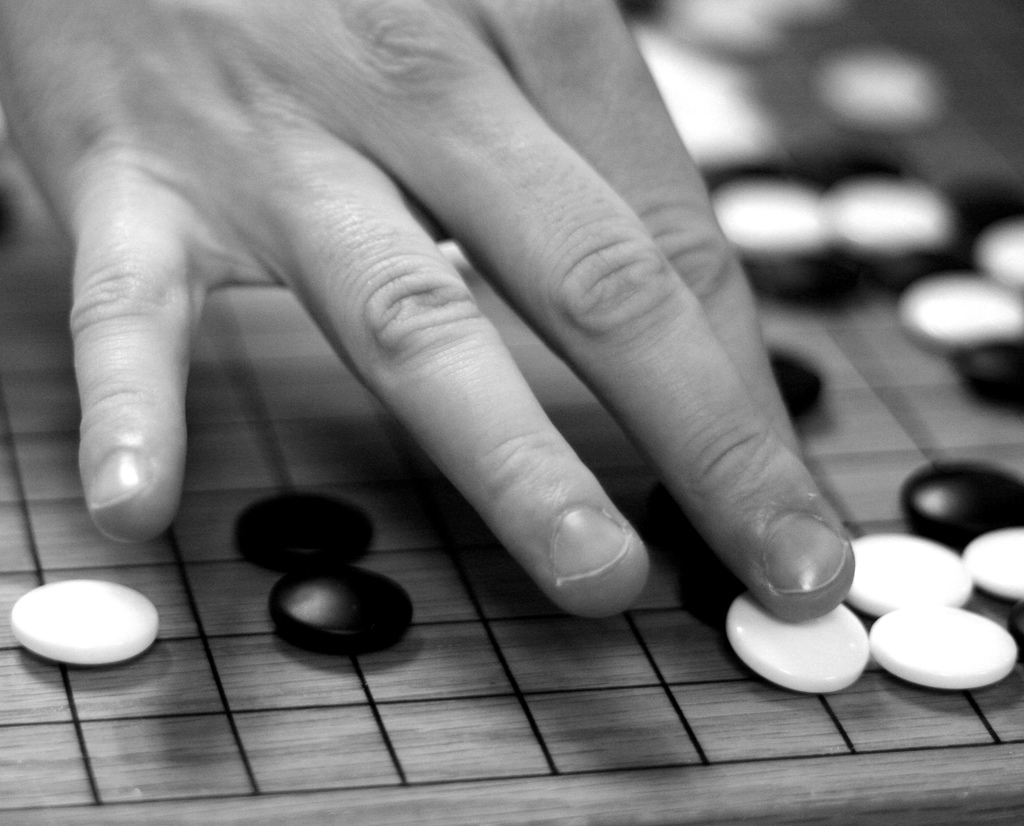
El go es un juego rico en complejas estrategias a pesar de sus simples reglas.

Se identifica como juego abstracto a todo aquel juego en el que no existe un tema o ambientación asociado. Esto es: aquellos en los que los elementos de juego —fichas, dados, tablero, etc.— no representan el comportamiento y características de seres u objetos reales ni imaginarios. Asimismo, además de la ausencia de temática concreta, una característica frecuente en los juegos abstractos es el hecho de que el azar no influye en el desarrollo de las partidas y, con mucha frecuencia, que no tienen información oculta, es decir, en cada momento, los jugadores pueden disponer de toda la información que afecta al desarrollo de la partida.
No obstante lo anterior no es infrecuente que, al menos en algunos de los juegos abstractos de mayor antigüedad como el go, el ajedrez o el juego del molino, exista un tema de origen que con el tiempo ha ido perdiendo su representación en la mecánica del juego. Dicha mecánica suele ser simple en cuanto a reglamento, aunque puede permitir un alto grado de complejidad táctica o estratégica.
El término antónimo a «juego abstracto» sería juego temático.

## Lista de juegos
- Categoría:Juegos abstractos